# Ruhrstadion

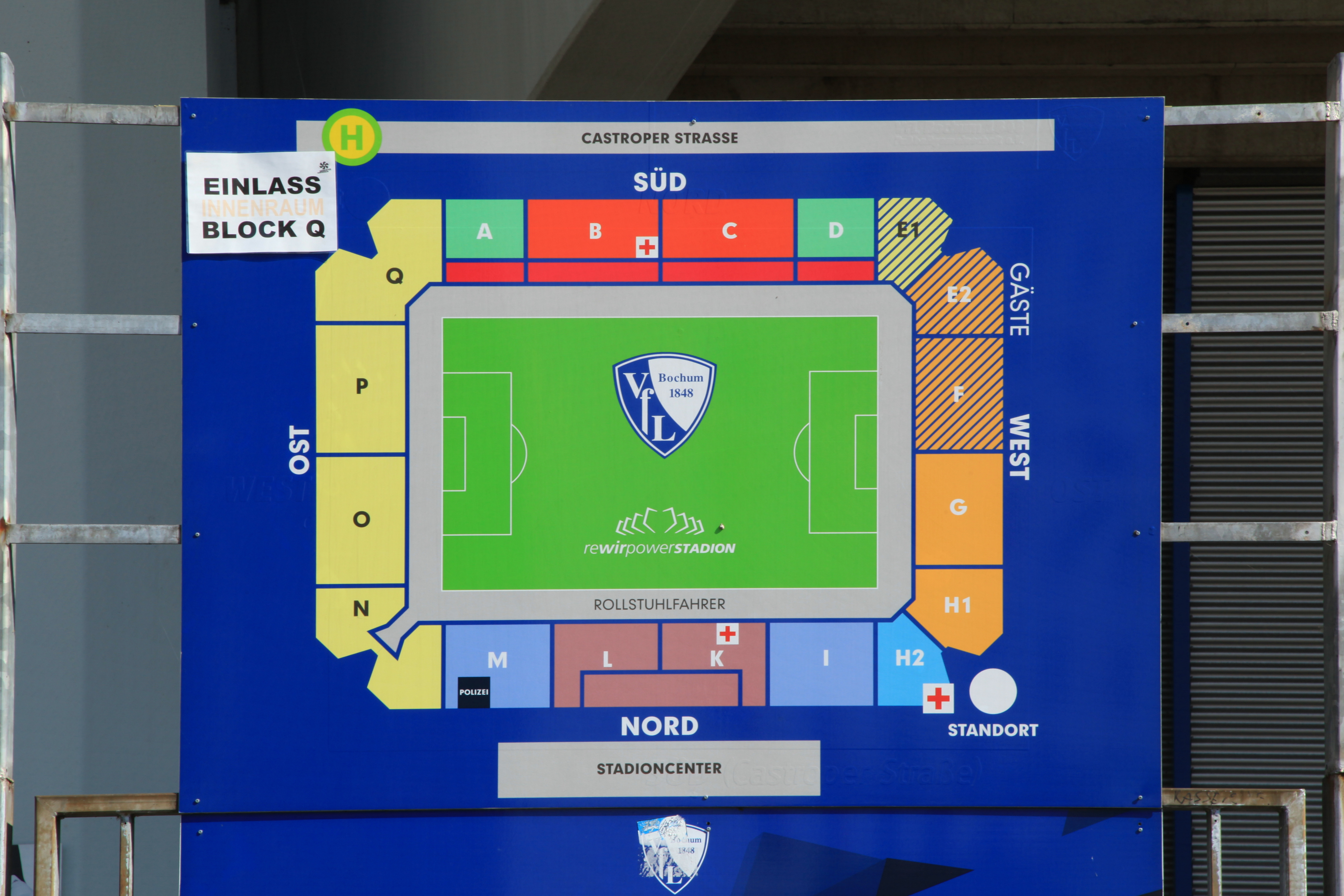
Schematische Übersicht

Das Ruhrstadion (durch Namenssponsoring offiziell Vonovia Ruhrstadion), ehemals Stadion an der Castroper Straße, ist das städtische Fußballstadion der westfälischen Großstadt Bochum. Es ist die Heimspielstätte des Fußballvereins VfL Bochum. Das „reine“ Fußballstadion liegt unmittelbar nordöstlich der Innenstadt im Stadtteil Grumme an der Castroper Straße. In Bochum sagt man: „anne Castroper“.
Der VfL und seine Vorgängervereine spielen an diesem Ort bereits seit 1911 Fußball. Der VfL Bochum verfügt damit über eine der traditionsreichsten Wettkampfstätten im deutschen Profifußball.

## Geschichte

### Sportplatz an der Castroper Straße (1911–1921)
Im Jahr 1911 pachtete der SuS Bochum 08 eine Wiese außerhalb der damaligen Bebauung der Stadt, im Stadtteil Grumme, der 1904 eingemeindet worden war. Die Wiese trug umgangssprachlich, nach dem Verpächter Bauer Dieckmann, den Namen Dieckmanns Wiese. Sie lag ideal mit Straßenbahnanschluss an der erschlossenen Ausfallstraße, die weiter in die Nachbarstadt Castrop führte, und es gab Entwicklungspotential in diesem damals noch unbebauten Teil der Stadt. Das erste offizielle Fußballspiel an der Castroper Straße fand vor 500 Zuschauern am 8. Oktober 1911 beim Spiel zwischen SuS 08 und dem VfB Hamm statt. Erst nach dem Ersten Weltkrieg wurde der Sportplatz zu einem Stadion ausgebaut.

### Stadion an der Castroper Straße (1921–1979)
Der TuS 1848 Bochum, ein Fusionsverein, der 1919 aus dem SuS 1908 Bochum und dem TV Bochum 1848 entstand, errichtete 1921 ein Stadion mit Platz für etwa 50.000 Zuschauer an der Castroper Straße. Zum ersten Spiel im neuen Stadion war der Düsseldorfer SC 99 zu Gast. Zu diesem Zeitpunkt war das Bochumer Stadion eines der modernsten und größten Fußballstadien Deutschlands, sodass am 2. Juli 1922 die deutsche Fußballnationalmannschaft hier die Ungarn zu einem Freundschaftsspiel empfing. In den 1920er- und 1930er-Jahren war das Stadion an der Castroper Straße die Heimat der Gauligisten des TuS Bochum 08 (hervorgegangen aus dem TuS 1848 Bochum per Reinlicher Scheidung mit dem TV Bochum 1848 am 1. Februar 1924) und Germania Bochum und mehrmals Austragungsort von Spielen der westdeutschen Fußballmeisterschaft.
Am 24. Juli 1932 hielt Hitler im Stadion eine Rede im Reichswahlkampf. Hohe NSDAP-Funktionäre, wie z. B. Ernst Röhm waren auch anwesend. Je nach politischer Ausrichtung der Zeitungen wurden von 30.000 bis 100.000 Besuchern berichtet, die bis dahin größte Veranstaltung in der Stadiongeschichte. Der damals größte Veranstaltungsort in Bochum wurde auch später häufig für Massenveranstaltungen genutzt. Schon am 1. Mai 1933 fand die erste Massenparade statt, die im Stadion endete. Weiterhin wurden große Gau- und Kreisparteitage in den folgenden Jahren hier abgehalten.
Seit der Saison 1938/39 der Gauliga Westfalen ist das Stadion die Heimstätte des VfL Bochum, einem Fusionsverein der am 14. April 1938 aus dem TV Bochum 1848, dem TuS 1908 Bochum und dem SV Germania Bochum 1906 entstand. Treibende Kraft hinter diesem Fusionsverein war der politisch schwache Oberbürgermeister Piclum, der sich mit dem Sport profilieren wollte. Direkt für das erste Heimspiel im Stadion wurde Anfang Mai ein Gastspiel mit Austria Wien, zu dem Zeitpunkt SC Ostmark, organisiert.
Weiterhin wurde geplant, die Fläche zu einer gigantischen Aufmarschfläche, ganz im Stil der NS‑Architektur, umzugestalten. Die Pläne wurden aber durch den Beginn des Zweiten Weltkrieges zurückgestellt. Das Stadion selbst wurde während der folgenden Bombardierungen kaum beschädigt. Es gab so lange wie möglich Fußballspiele, um die Stimmung an der Heimatfront aufrechtzuerhalten. Das letzte Spiel im Stadion fand am 17. September 1944 statt.
Das Stadion wurde zuerst von der britischen Militärregierung für eigene Zwecke beschlagnahmt. Der VfL konnte hier am 22. März 1946 gegen Union Gelsenkirchen das erste Nachkriegsspiel abgehalten. Am darauffolgenden Wochenende besiegte der VfL Bochum Wattenscheid 09 mit einem 10:0. Am 11. Juni 1950 fand die erste internationale Begegnung nach dem Krieg statt, der Verein Sundyberger SC aus Schweden wurde mit 4:2 besiegt.
In den 1950er-Jahren errichtete der VfL eine Sitzplatztribüne mit 2700 Plätzen, von denen 1300 überdacht waren. Nach dem Aufstieg in die Fußball-Bundesliga im Jahr 1971 musste auch das Stadion an die Anforderungen des Profifußballs angepasst werden. So wurde eine Flutlichtanlage benötigt, die am 7. Oktober 1972 im Heimspiel des VfL gegen Borussia Mönchengladbach erstmals zum Einsatz kam. Ähnlich wie die Nachbarn aus Dortmund mit dem Westfalenstadion und Gelsenkirchen mit dem Parkstadion wollten auch die Bochumer in den 1970er-Jahren ein neues Stadion bauen. Der Verein bekam allerdings keine Genehmigung für einen Neubau, sodass das Stadion an der Castroper Straße schließlich umgebaut wurde.
Der Umbau, bei dem auch die vorherige Leichtathletikanlage entfernt wurde, fand zwischen März 1976 und Juli 1979 statt und wurde in vier Etappen einzelner Tribünenabschnitte realisiert. Der VfL Bochum spielte während des Umbaus in einer Baustelle. Zum Ende der Bundesliga-Saison 1975/76 war der Rasen an der Castroper Straße aufgrund des Umbaus unbespielbar. Der VfL Bochum musste für die letzten sieben Heimspiele der Rückrunde in andere Stadien ausweichen: Sechsmal – die Spiele gegen den 1. FC Kaiserslautern (2:0), den MSV Duisburg (1:2), den 1. FC Köln (1:0), Eintracht Frankfurt (5:3), Hertha BSC (2:0) und den Karlsruher SC (4:2) – spielte der VfL im Stadion am Schloss Strünkede in Herne sowie am 2. April 1976 einmal im Dortmunder Westfalenstadion gegen den FC Schalke 04.

### Ruhrstadion (seit 1979)

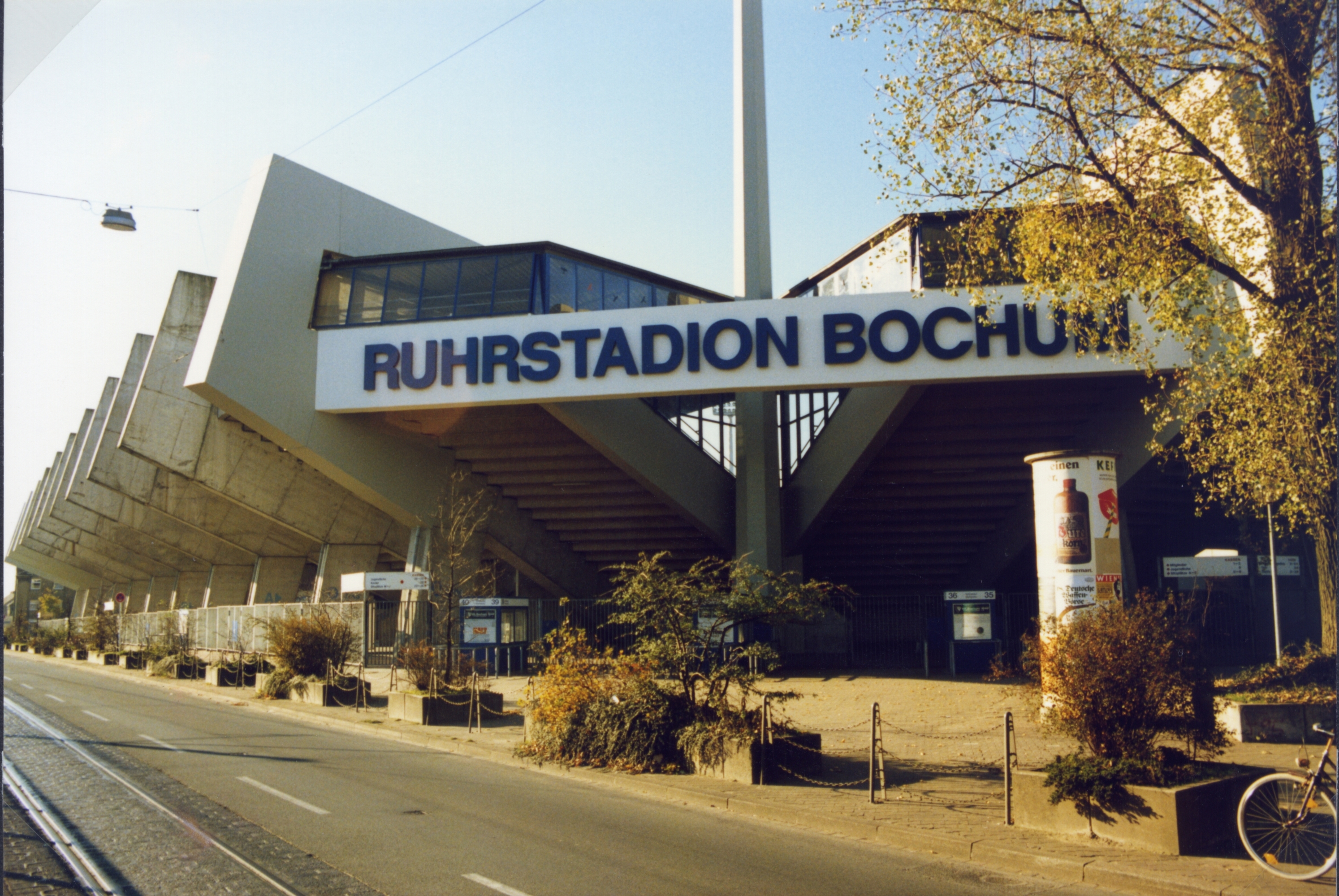
Das Ruhrstadion im Jahr 1988 (Südtribüne). Im Vordergrund die Castroper Straße.

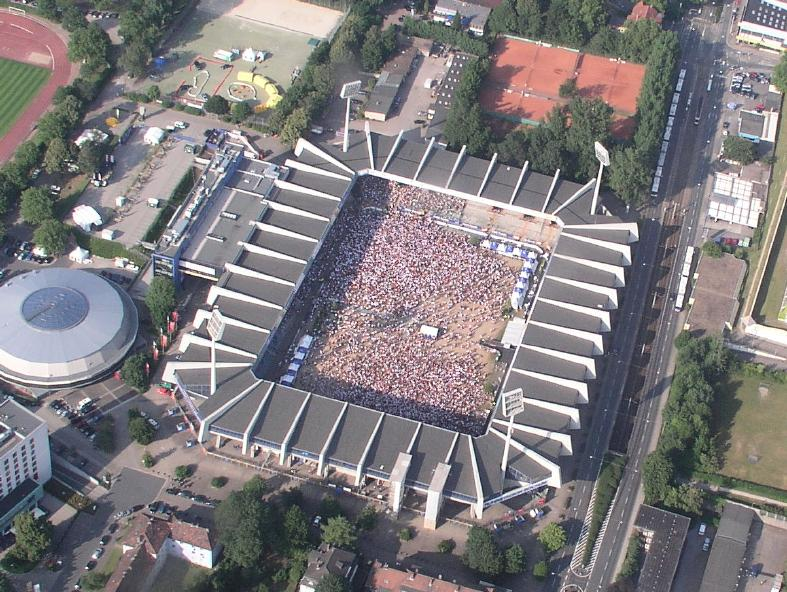
Luftbild des Stadions während der Fußball-Weltmeisterschaft 2006 (links die Haupttribüne, oben die Osttribüne, rechts die Gegentribüne und unten die Westtribüne). Rechts vom Stadion die Castroper Straße und links die Rundsporthalle.

Nach Ende der Umbauarbeiten wurde das Stadion am 21. Juli 1979 unter dem neuen Namen Ruhrstadion Bochum mit einem Spiel (3:0) gegen die SG Wattenscheid 09 eingeweiht. Die ursprüngliche Kapazität des Ruhrstadions betrug 49.522 Zuschauer. Diese Kapazität wurde jedoch durch zahlreiche Umbauten verringert. So wurde vor der Saison 1997/98 die Westtribüne, die ursprünglich eine reine Stehplatztribüne war, zu einer Sitzplatztribüne umgebaut. Die Kapazität zur Saison 2012/13 betrug 29.299 Plätze, davon 16.174 Sitz- und 13.125 Stehplätze.
Die deutsche Fußballnationalmannschaft spielte in diesem Zeitraum dreimal im Ruhrstadion. In der Qualifikation zur WM 1982 spielte sie gegen Finnland (7:1) am 23. September 1981 und bestritt hier die beiden Freundschaftsspiele gegen Jugoslawien (1:1) am 11. Mai 1986 und Ghana (6:1) am 14. April 1993.
ZSKA Moskau trug sein Heimspiel in der UEFA Champions League 1992/93 gegen die Glasgow Rangers am 9. Dezember 1992 aufgrund der Witterungsverhältnisse in Russland im Ruhrstadion aus.
Das erste internationale Pflicht-Heimspiel des VfL fand am 30. September 1997 im UEFA-Pokal (heute als UEFA Europa League bekannt) gegen den türkischen Verein Trabzonspor (5:3) statt. Durch den Sieg zog der VfL nach einer 1:2-Hinspielniederlage in Trabzon damit in die nächste Runde ein. Bei bisher zwei UEFA-Pokalteilnahmen (1997/98 und 2004/05) und insgesamt vier Heimspielen ist der VfL international bei Pflichtspielen bis heute im eigenen Stadion ungeschlagen geblieben.
Seit August 2003 verfügt der VfL Bochum über ein fünfstöckiges Stadioncenter hinter der Nordtribüne des Ruhrstadions. Es bietet Räumlichkeiten für die Geschäftsstelle, Nachwuchsabteilung, den Vorstand, die Mannschaft sowie für die Betreuung von rund 1250 VIPs. Im Erdgeschoss des Stadioncenters sind ein Fanshop sowie eine Gastronomie („8zehn48“) eingerichtet, in der es möglich ist, Auswärtsspiele des VfL Bochum auf einer Leinwand sowie mehreren Monitoren anzuschauen.
Am 30. September 2004 – beim UEFA-Pokal-Spiel (1:1) gegen Standard Lüttich – wurde die Ostkurve, der Fanblock der VfL-Anhänger, mit Sitzplätzen bestückt, welche allerdings für den normalen Ligabetrieb wieder entfernt wurden. Dies blieb das einzige Heimspiel des Wettbewerbs in jener Saison, da der VfL nach dem 0:0 im Hinspiel aufgrund der Auswärtstorregel ausschied.

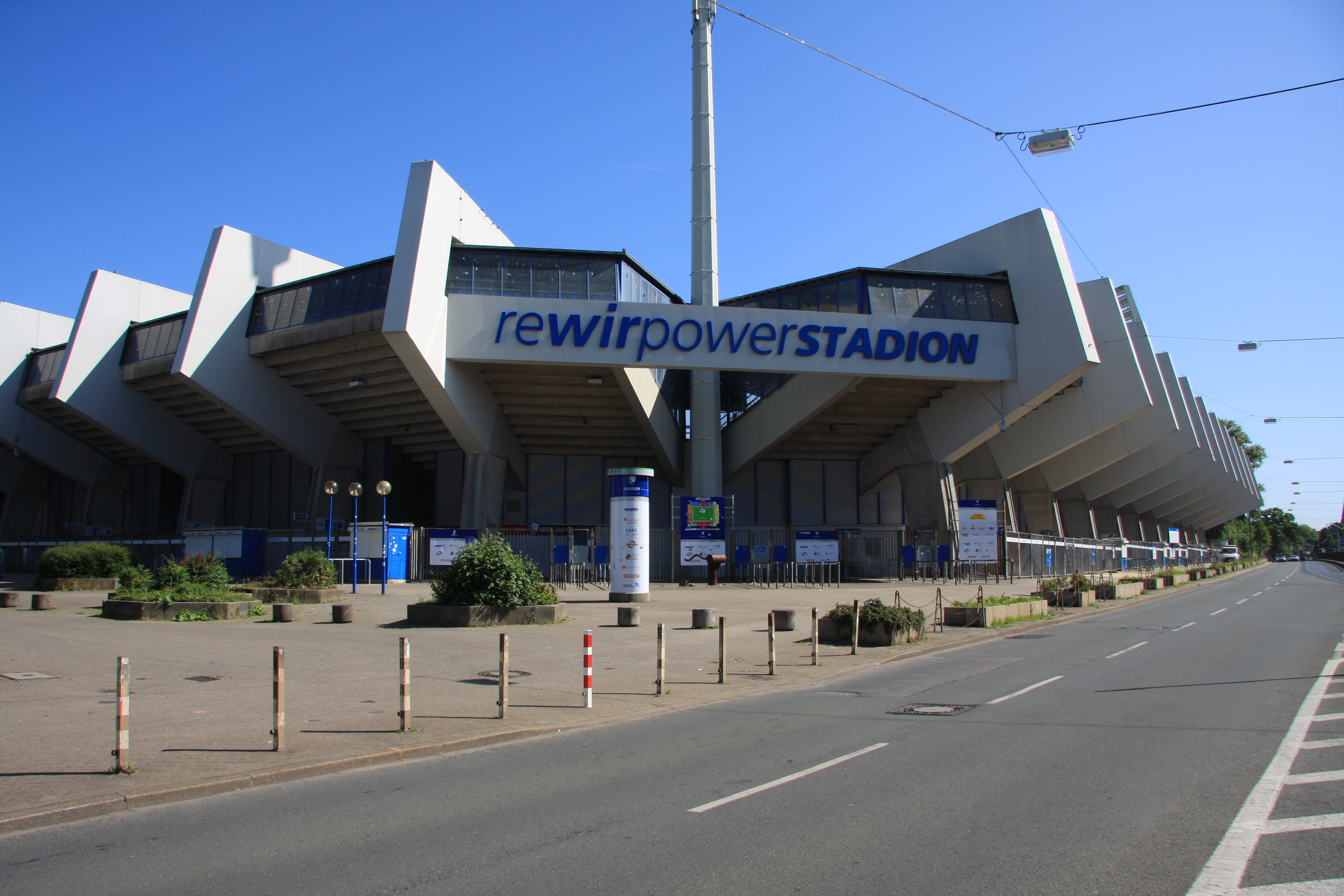
Südansicht des Stadions (2010)

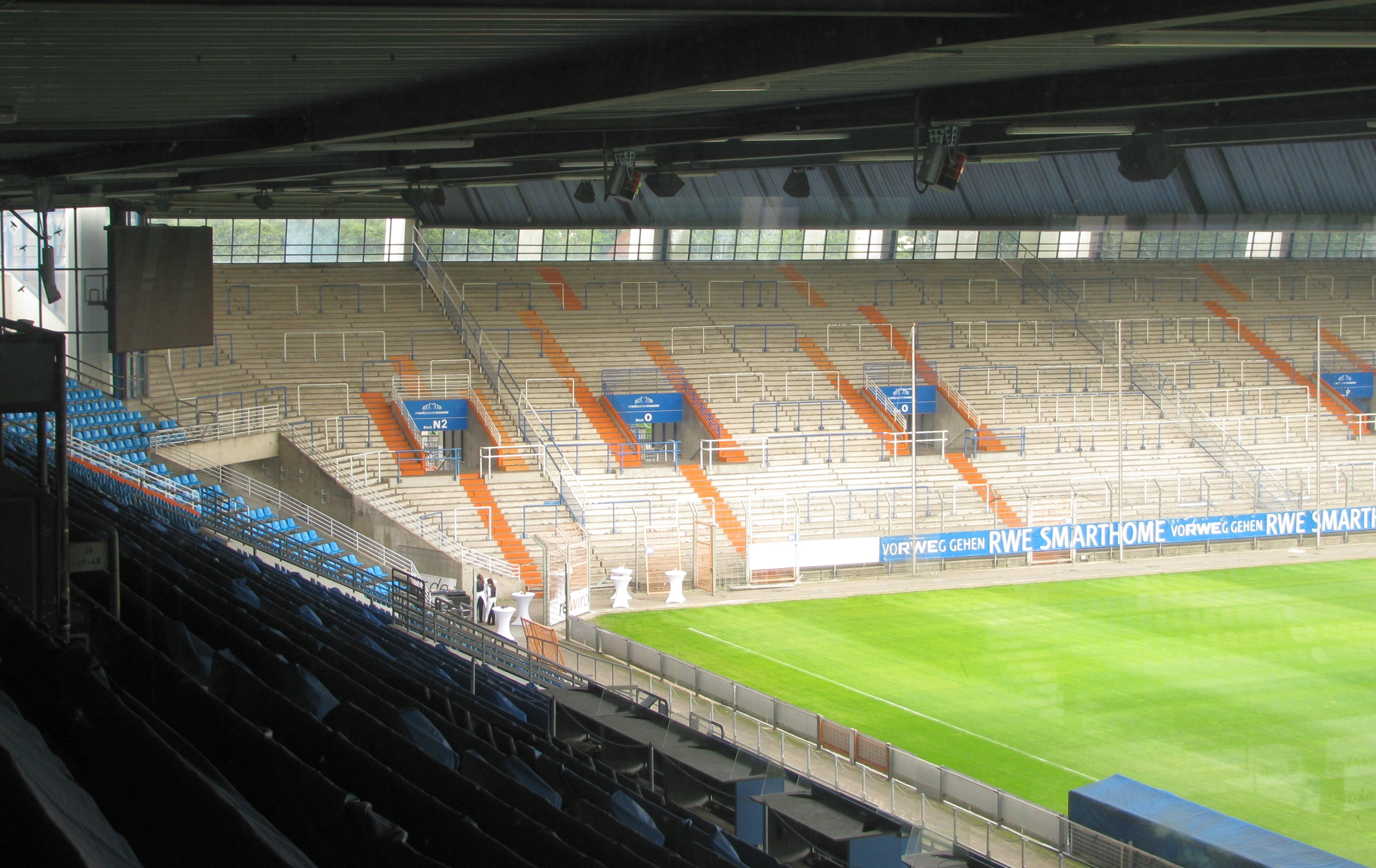
Innenansicht (2013)

Seit Beginn der Saison 2006/07 trug das Stadion den Namen von Rewirpower, einer Tochtergesellschaft der Stadtwerke Bochum und anderer Energieversorger. Der Vertrag zwischen Verein und Unternehmen lief über fünf Jahre und wurde 2011 bis 2016 verlängert. Wie in vergleichbaren Fällen bei anderen traditionsreichen Namen von Stadien und Arenen, wurde die Umbenennung vom Großteil der Bochumer Fanszene kritisiert.
Bochum war Spielort bei der Europameisterschaft der U21-Junioren 2004, unter anderem auch des Endspiels. Während der U-20-Fußball-Weltmeisterschaft der Frauen 2010 und der Weltmeisterschaft der Frauen im Jahr 2011 war das Ruhrstadion unter dem Namen „FIFA Frauen-WM-Stadion Bochum“ Austragungsort. Um den FIFA-Normen zu entsprechen, wurde das Stadion bis 2011 renoviert. Auch das Stadioncenter wurde aus Anlass der WM erweitert. So entstand dort das Medienzentrum, es wurden neue Räume für die Betreuung von VIPs geschaffen, und auch die von den Spielern genutzten Räumlichkeiten beispielsweise für Fitness und Physiotherapie wurden vergrößert. Vom 4. bis 9. Oktober 2011 feierte der VfL Bochum die Jubiläumswoche „100 Jahre Fußball an der Castroper Straße“.
Nachdem der Sponsoringvertrag von Rewirpower nicht verlängert wurde und zum 30. Juni 2016 auslief, trug die Spielstätte ab 1. Juli 2016 für wenige Tage den schlichten Namen Stadion Bochum. Es war zunächst nicht gelungen, einen neuen Namensgeber zu finden.
Anfang Juli 2016 gab der VfL Bochum auf einer gemeinsamen Pressekonferenz mit Vonovia und der Stadt Bochum bekannt, dass das Stadion nun den Namen des Wohnungsunternehmens Vonovia in Verbindung mit dem traditionsreichen und bei den Fans beliebten Namen Ruhrstadion trägt. Der Vertrag hatte zunächst eine Laufzeit von fünf Jahren. Am 26. August 2016 wurde die Nordwestseite des Stadions als erste der vier Ecken mit dem neuen Namensschriftzug versehen. Die anderen folgten. Der 2021 auslaufende Vertrag wurde im November 2020 um fünf weitere Jahre bis in den Juni 2026 verlängert.
Zum Heimspiel gegen Borussia Mönchengladbach am 18. März 2022 wurde die Zuschauerkapazität auf 25.000 Personen beschränkt. Hierbei handele es sich um einen „Testpilot für die restlichen Heimspiele der Saison“ 2021/22, wie der Verein später erklärte. Die Gründe hierfür lägen in baulichen Veränderungen und der Vermeidung von Sichteinschränkungen auf Sitzplätzen sowie der Reduzierung der Stehplätze, was zu einem „verbesserten Sicht- und somit Spieltagserlebnis“ führe. Das Gästekontingent wurde entsprechend auf 2.500 Fans reduziert. Zu Beginn der Saison 2022/23 wurde die Kapazität noch einmal neu festgelegt, sie beträgt seitdem 26.000 Personen.
Im Rahmen einer Informationsveranstaltung stellte die Stadt Bochum mit Vertretern eines Architekturbüros und des VfL Bochum am 10. April 2024 Pläne einer Stadionsanierung im RuhrCongress Bochum vor. Ziel sei es, die Zuschauerkapazität auf 27.500 zu erhöhen, was gleichzeitig auch den Höchstwert am derzeitigen Standort darstelle. Zudem solle ein eigener Vorplatz geschaffen werden sowie die technischen und sanitären Anlagen erneuert und verbessert werden.

## Spiele deutscher Fußballnationalmannschaften

### Männer
| Datum         | Anlass                |                 |   | Gegner      | Ergebnis  | Zuschauer | Quelle |
| ------------- | --------------------- | --------------- | - | ----------- | --------- | --------- | ------ |
| 02. Juli 1922 | Freundschaftsspiel    | Deutsches Reich | – | Ungarn      | 0:0       | 35.000    | Report |
| 23. Sep. 1981 | WM-Qualifikation 1982 | BR Deutschland  | – | Finnland    | 7:1 (2:1) | 42.000    | Report |
| 11. Mai 1986  | Freundschaftsspiel    | BR Deutschland  | – | Jugoslawien | 1:1 (0:1) | 30.000    | Report |
| 14. Apr. 1993 | Freundschaftsspiel    | Deutschland     | – | Ghana       | 6:1 (0:1) | 37.000    | Report |

### Frauen
| Datum         | Anlass                              |             |   | Gegner   | Ergebnis  | Zuschauer | Quelle |
| ------------- | ----------------------------------- | ----------- | - | -------- | --------- | --------- | ------ |
| 16. Dez. 1990 | EM-Qualifikation 1991               | Deutschland | – | England  | 2:0 (1:0) | 03.051    | Report |
| 28. Feb. 1995 | EM-Halbfinale 1995                  | Deutschland | – | England  | 2:1 (1:1) | 07.000    | Report |
| 06. Aug 2009  | Freundschaftsspiel                  | Deutschland | – | Russland | 3:1 (0:0) | 13.303    | Report |
| 26. Sep 2023  | UEFA Women’s Nations League 2023/24 | Deutschland | – | Island   | 4:0 (2:0) | 14.998    | Report |
| 02. Dez 2024  | Freundschaftsspiel                  | Deutschland | – | Italien  | 1:2 (0:1) | 15.125    | Report |

## Architektur
Das Stadionkorpus wird von 38 Sichelträgern getragen. Für den Bau wurde Sichtbeton verwendet. Die Architekturplanung ist vom städtischen Hochbauamt (heute Bauordnungsamt) Bochum ausgeführt worden.

## Herbert Grönemeyer

Cover der LP 4630 Bochum aus dem Jahr 1984

Der Musiker Herbert Grönemeyer, der seine Kindheit und Jugendzeit in Bochum verbrachte und dort auch Fußball spielte, ist seit 2006 Vereinsmitglied und gilt als „Edelfan“ des VfL. Er gibt immer wieder ausverkaufte Open-Air-Konzerte im Stadion. Dies war bisher 1985, 1994, 1998, 2003, 2007, 2009, 2012, 2015, 2019 und zuletzt mit vier Konzerten im Juni 2024. Einer der Höhepunkte seiner Auftritte ist stets das Lied Bochum aus seinem Album 4630 Bochum. Es genießt bei VfL‑Fans Kultstatus und wird traditionell bei jedem Heimspiel des VfL Bochum im Stadion unmittelbar vor dem Anpfiff gespielt. Mit der letzten Textzeile (unmittelbar vor dem Refrain) stellt es einen direkten Bezug zum Verein dar: „Machst mit 'nem Doppelpass jeden Gegner nass, du und dein VfL.“

## Konzerte
Neben den Konzerten von Herbert Grönemeyer gab es weitere große Musikveranstaltungen in dem Stadion. Dazu gehörte eins der Konzerttage der Reihe Künstler für den Frieden. Das Bochumer Konzert am 11. September 1982 war das größte davon. Vor etwa 200.000 Zuschauern traten über 200 Künstler auf, darunter Esther Bejarano, Harry Belafonte, Joseph Beuys, die Bots, Franz Josef Degenhardt, Katja Ebstein, Maria Farantouri, Gitte Hænning, André Heller, Hanns Dieter Hüsch, Udo Lindenberg, Miriam Makeba, Ulla Meinecke, Bill Ramsey und Konstantin Wecker.
Weitere Konzerte gab es von David Bowie (15. Juni 1983), das Festival Deutscher Rockstars u. a. mit Marius Müller-Westernhagen und Nina Hagen (1. Juni 1985), Peter Gabriel (1987), Monsters of Rock (1988) und die Toten Hosen (2013).

## Anfahrt
- Anfahrt mit dem PKW: A 40, Anschlussstelle Bochum-Stadion
- ÖPNV: Haltestelle Vonovia Ruhrstadion (Bogestra-Straßenbahnlinien 308, 316 und 318, bei besonderen Anlässen auch 306, sowie Bus 395)